# Tribuno militar

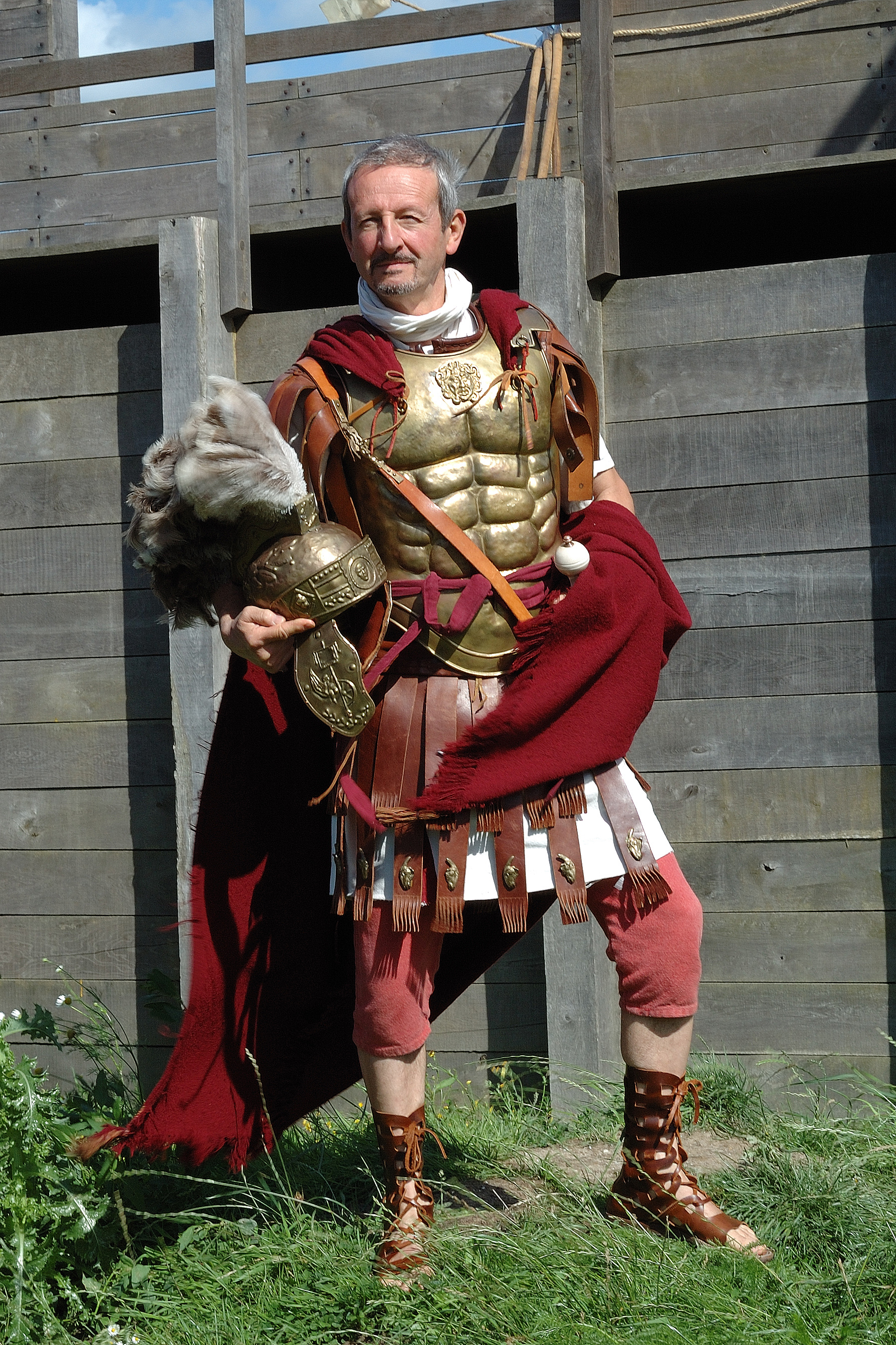
Recreación de un tribuno militar del periodo imperial

Un tribuno militar es tanto un oficial de una legión romana como un cargo oficial del estado romano.
En el periodo republicano había seis tribunos militares asignados a cada legión. Se les daba la autoridad a dos de ellos a la vez e iban rotando en el mando cada mes entre los seis, aunque no había una división inherente de responsabilidades y cualquiera de ellos podía recibir una determinada misión por el magistrado al cargo del ejército. Los tribunos eran frecuentemente aspirantes al rango senatorial, y eran elegidos por los comicios tribunados y en menor medida por el Senado.
Para conseguir el puesto, importaba más la posición aristocrática de la persona en cuestión que su idoneidad para el cargo, y se consideraba un puesto útil para conseguir réditos políticos por parte de jóvenes influyentes. Sin embargo, no había verdaderas restricciones en cuanto a edad o experiencia; el propio Catón el Viejo, pese a haber sido previamente cónsul y a haber celebrado triunfos, ocupó puestos de tribuno militar bajo otros magistrados con posterioridad.

## Historia
Durante el comienzo de la república, los tribunos a veces eran elegidos para ocupar el puesto de los propios cónsules como jefes del estado romano. Estos cargos eran conocidos en latín como Tribuni militum consulari potestate, "Tribunos Militares con Poder Consular". En ese caso, en lugar de los dos cónsules se elegían entre cuatro y seis tribunos militares, durante un mandato de un año (la misma duración que el mandato de los cónsules). No están muy claras las razones para ello, aunque Tito Livio en ocasiones alude a las luchas entre las clases sociales (patricios y plebeyos) de esta época. Es posible que los patricios apoyasen la elección de cónsules y los plebeyos la de tribunos militares en parte por el hecho de que, según ese autor, la magistratura del consulado estaba por entonces reservada a los patricios, mientras que no existía esa restricción en el caso del tribuno militar. Sin embargo, esta opción cayó en desuso después del año 366 a. C.
Tras las reformas realizadas por Cayo Mario creando un ejército profesional, cada legión pasaría a estar dirigida por un legado propio. Se siguieron nombrando para cada legión seis tribunos, pero sus deberes y responsabilidades cambiaron.
El segundo en el mando tras el legado era el tribuno laticlavio, un hombre joven de rango senatorial. Se le daba este puesto para observar y aprender del legado. Los otros cinco tribunos eran ligeramente inferiores en rango, y eran llamado tribunos angusticlavios. Eran hombres de la clase ecuestre y que ya habían participado en anteriores acciones militares.
Al igual que en sus anteriores funciones, los tribunos en el ejército profesional no tenían deberes específicos, y el legado se encargaba de asignar las tareas cuando fuese necesario.